# STS-79
STS-79 (englisch Space Transportation System) ist eine Missionsbezeichnung für das US-amerikanische Space Shuttle Atlantis (OV-104) der NASA. Der Start erfolgte am 16. September 1996. Es war die 79. Space-Shuttle-Mission und der 17. Flug der Raumfähre Atlantis, der sechste Flug im Rahmen des Shuttle-Mir-Programms und die vierte Kopplung des Shuttles an die Raumstation Mir.

## Mannschaft

### Shuttle-Besatzung
- William Readdy (3. Raumflug), Kommandant
- Terrence Wilcutt (2. Raumflug), Pilot
- Thomas Akers (4. Raumflug), Missionsspezialist
- Jerome Apt (4. Raumflug), Missionsspezialist
- Carl Walz (3. Raumflug), Missionsspezialist

Readdy (seinerzeit als Pilot) und Walz waren bereits bei STS-51 gemeinsam im All gewesen. 

### Mir-Crew Hinflug
- John Blaha (5. Raumflug)

### Ersatz
- Jerry Linenger für Blaha

### Mir-Crew Rückflug
- Shannon Lucid (5. Raumflug)

(nach einer Flugzeit von 188 Tagen, 4 Stunden und 0 Minuten zur Erde zurückgekehrt; Hinflug mit STS-76)

## Missionsbeschreibung

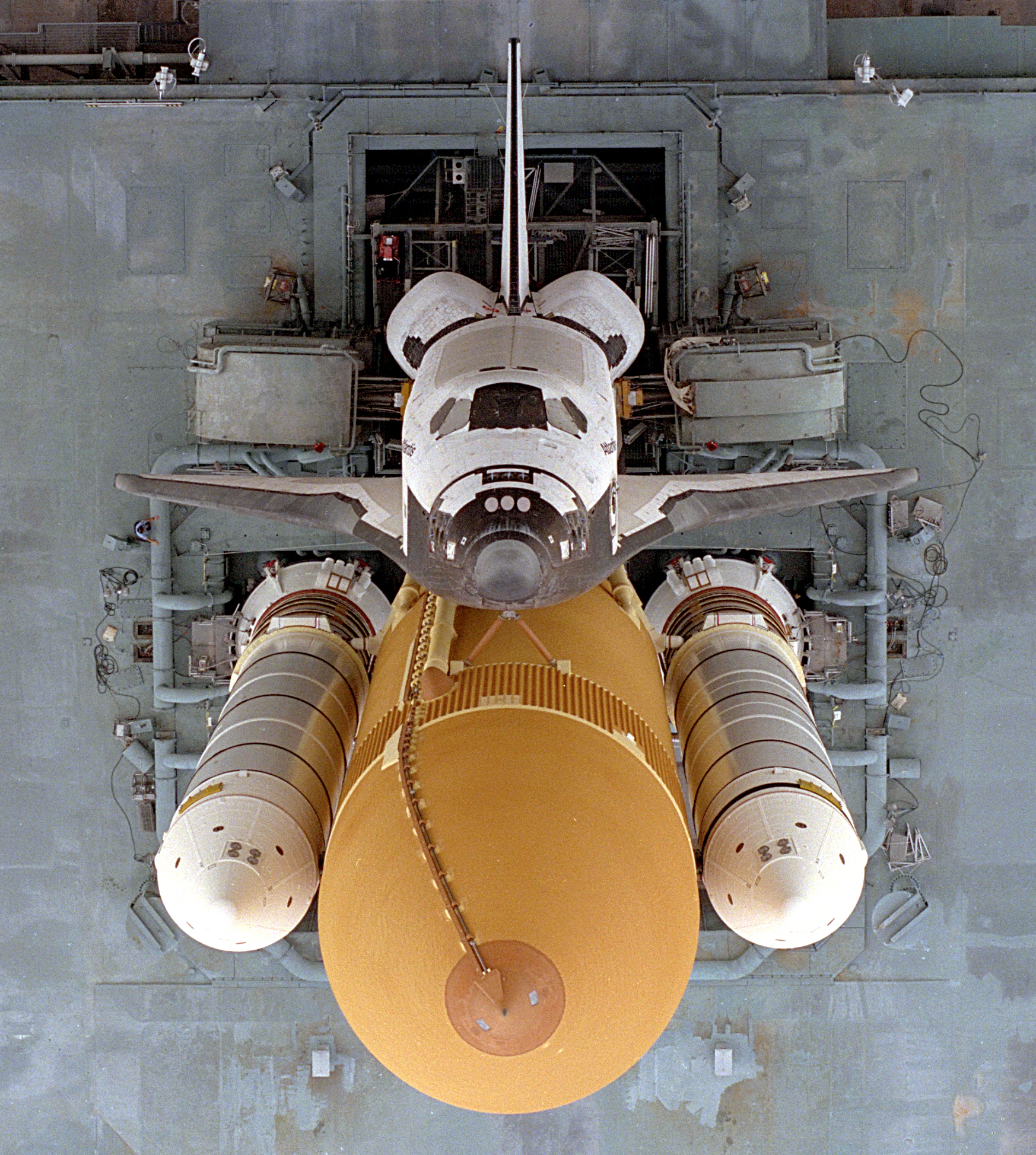
Rollout der Atlantis

Der vierte Flug einer Raumfähre zur Raumstation Mir diente in erster Linie dem Transport von 2,3 Tonnen Material zur Station. Außerdem wurde Shannon Lucid nach einem halben Jahr im All von ihrem Kollegen John Blaha abgelöst. Einige Experimente im Spacehab komplettierten das Arbeitsprogramm der Besatzung.
Am dritten Flugtag dockte die Atlantis an das Kopplungsmodul der russischen Raumstation an. Danach wurden Wasserkanister, Nahrungsmittel, Bekleidung, Ausrüstungsgegenstände und amerikanische Experimente in die Station gebracht. Zur Erde zurückgebracht wurden vor allem Proben verschiedener Experimente und ausgediente Geräte. Erstmals waren alle zu transportierenden Gegenstände mit einem Strichcode versehen. Dadurch konnte genau erfasst werden, welche Materialien bereits in die Raumstation gebracht worden waren (Inventory Management System). Dazu gehörten auch die Experimente BioTechnology System zur Untersuchung des Wachstums von Knorpelzellen, Commercial Generic Bioprocessing Apparatus zur Beobachtung von Wachstumsprozessen bei Pflanzen und Materials in Devices as Superconductors zur Untersuchung von Hochtemperatursupraleitern. Alle Systeme wurden im neuen Stationsmodul Priroda untergebracht. Während des gemeinsamen Fluges wurden mehrere Triebwerkszündungen vorgenommen, um ein System zu testen, mit dem empfindliche Experimente vor äußeren Kräften geschützt werden sollen (Active Rack Isolation System ARIS). Dabei werden vor allem Schwingungen mit niedrigen Frequenzen von 0,003 bis 300 Hertz gedämpft. Gleichzeitig wurde erfasst, wie sich die Kräfte auf die Stabilität des gesamten Komplexes Mir/Shuttle auswirken. Außerdem wurden mit einer speziellen IMAX-Filmkamera hochauflösende Aufnahmen der Einrichtungen der Station und des Space Shuttle gemacht.
An Bord der Atlantis wurden verschiedene wissenschaftliche Experimente vorgenommen. So wurde untersucht, wie Risse und Sprünge in gegossenen oder gesinterten Metallen entstehen (Extreme Temperature Translation Furnace). Außerdem wurden Proteinkristalle hergestellt, die als Medikamente gegen asthmatische und allergene Erkrankungen eingesetzt werden sollen (Commercial Protein Crystal Growth). Weitere Untersuchungen galten der mechanischen Festigkeit und Steifigkeit von Granulaten (Mechanics of Granular Materials), der Störung von Funkübertragungen durch Interferenzen  (Mir Electric Field Characterization) und der Ermittlung der Strahlenbelastung sowie deren Auswirkungen auf Colibakterien und Plasmid-DNA (Real-time Radiation Monitoring Device).
Pressekonferenzen und Kontakte mit Funkamateuren lockerten den Alltag ein wenig auf. Die Atlantis landete auf dem Gelände des Kennedy Space Centers in Florida.